# Debt (film 1910)
Debt è un cortometraggio muto del 1910 diretto da Harry Solter.

## Produzione
Il film fu prodotto dall'Independent Moving Pictures Co. of America (IMP).

## Distribuzione
Il film - un cortometraggio di una bobina - uscì nelle sale statunitensi il 19 settembre 1910, distribuito dalla Motion Picture Distributors and Sales Company.